# Forcalqueiret
 Forcalqueiret  es una población y comuna francesa, que se encuentra en la región de Provenza-Alpes-Costa Azul, departamento de Var, en el distrito de Brignoles y cantón de La Roquebrussanne.

## Demografía
| 163 | 215 | 315 | 744 | 1313 | 1665 |
| Para los censos de 1962 a 1999 la población legal corresponde a la población sin duplicidades (Fuente: INSEE [Consultar]) |     |     |     |      |      |